# Uafhængige Stat Kroatien
Den Uafhængige Stat Kroatien (Nezavisna Država Hrvatska) (kendt som NDH) var en fascistisk stat, som eksisterede fra 1941 til 1945.

## Baggrund
Efter at Kong Alexander den 1. indførte diktatur den 6. juni 1929 og forfatningen blev sat ud af magt, parlamentet opløst, der blev indført censur og nationale faner blev forbudt, flygtede yderligtgående kroatere til udlandet hvor de oprettede terrorgrupper. Kroaten Ante Pavelić fandt tilflugtssted i Mussolinis Italien og oprettede en terrorgruppe kaldet "Ustaša", hvis mål var at opløse Kongeriget Jugoslavien og oprette et fascistisk Kroatien efter italiensk forbillede. Pavelić tog kontakt med den makedonske terrororganisation VMRO (Den Indre Makedonske Revolutionær Organisation (Vnatrešna Makedonska Revolucionarna Organizacija)) og udførte fællesaktioner mod landet (overfald, likvideringer). Derefter gik de over til kongemord da kongen kom på besøg i Frankrig.
Den 9. oktober 1934 kom Kong Alexander den 1. til Marseille, og efter at bilen havde kørt et par hundrede meter på kajen, sprang en mand op på bilens dørtrin og affyrede en skudsalve. Den oprevede folkemængde lynchede morderen på stedet. Kongens sidste ord til sin udenrigsminister siges at havde været: "Bevar mig Jugoslavien". Mordet sendte en chokbølge igennem Jugoslavien. Han efterfølges af den 10-årige Peter, og prinsregenten Pavle (Paul) bliver udråbt som efterfølger. Efter mordet på Kong Alexander den 1. blev Ante Pavelić dømt til døden in absentia af en fransk domstol.

## Statens tilblivelse
Efter det italienske og tyske angreb mod Kongeriget Jugoslavien den 6. april 1941 (da de tyske tropper marcherede ind i den kroatiske hovedstad Zagreb, blev de af kroaterne hilst som befriere), dannedes den 10. april 1941 en formelt uafhængig aksemagtlydstat under navnet Den Uafhængige Stat Kroatien (Nezavisna Država Hrvatska), kort kaldet NDH, efter tysk forbillede.

Dannelsen af NDH var en fascistisk skabelse af Hitlers Tyskland, og dette var ikke det eneste eksempel, da sådanne stater kom op alle vegne i de tysk-besatte områder: Slovakiet, Ukraine, Hviderusland, Letland, Estland, mm. Straks efter dannelsen af NDH kom der til "skæring" af dens område: først af Italien, derefter af Ungarn.

Selvom NDH indehold ordet uafhængig, så var den aldrig total uafhængig og selvstændig i vedtagelsen af vise afgørelser. Da de kom med ind i 2. verdenskrig (efter den japanske angreb på Pearl Harbour), NDH var tvunget til at erklære USA krig sammen med medlemmerne af aksemagterne.

Den 18. maj 1941 udråbtes NDH (Nezavisna Država Hrvatska) til kongerige i Rom, med den italienske prins Aimone, hertug af Spoleto som konge under navnet Tomislav den 2. og landet blev styret af fascisten Ante Pavelić som Poglavnik ("Fører"). Hertugen kom aldrig til Kroatien og frasagde sig Kongeværdigheden i 1943 efter Badoglios kapitulation over for De Allierede. I 1943 besatte Kroatien resten af Dalmatien som var italiensk.

Der var ikke kun kroaterne som udgjorde den bevæbnede del af NDH. Bosnien og Hercegovina var også del af NDH staten og ca. 30% af Ustaša armeen var muslimske bosnier som hvervede sig frivillig til Ustaša styrkerne og de havde mindst 3 Ustaša bosniske generaler.

Ligesom andre lande som havde frivillige i den tyske tjeneste (blandt dem også Danmark), på østfronten deltog også 2 kampenheder fra NDH: den Kroatiske Legion Stalingrad og den Kroatiske Legion Don.

Foruden disse kampenheder, deltog også de Kroatiske Luftstyrker på østfronten.

NDH luftstyrkerne var placeret i byerne Zagreb og Sarajevo og havde følgende flytyper: Potez XXV, Breguet XIX, Fizir FP.2, Avia-Fokker F.39 og Savoia-Marchetti S.79. På grund af de forskellige flytyper, var der mange problemer med at anskaffe reservedele og vedligeholde dem. Igennem 1942 havde de 4 operative enheder med 12 eskadriller, samt 2 eskadriller på østfronten.

## Forfølgelser
Tiden under NDH betragtes som det sorteste kapitel i Jugoslaviens historie på grund af grusomhederne som det kroatiske nazistregime begik mod over en halv million serbere, jøder, romaer og oppositionelle kroatere.

Ante Pavelić, som stod i spidsen for NDH organiserede sin stat som en tro kopi af Hitlers Tyskland, og hans såkaldte lov om at beskytte sig blev til den sande terror. I Ustaša-staten stod 3.000.000 kroatere overfor 2.000.000 serbere (som ikke kunne blive kroatiske statsborgere). De gik i gang med at udrydde dem, beskyttet af Tyskland og Italien. Serberne og andre befolkningsgrupper fik valget mellem at skifte til den romerskkatolske tro eller blive skudt. Mange reddede livet ved at frasige sig den ortodokse tro og blive døbt som katolikker.

I ønsket om at herske uden modstandere, samt udsigten om berigelse ved at fratage de serbiske ejendomme, erklærede NDH med Pavelić i spidsen, serberne for "den største fjende af Kroatien". Serberne blev beskyldt for alle lidelser under Kongeriget Jugoslavien og allerede fra de første dage efter skabelsen af NDH, gik det ud over den uskyldige serbiske befolkning. Pavelić var optaget af tvangstanken at NDH skal forblive "kun kroatisk", at han skal "rense den fra ikke kroatiske elementer". Med tilladelse fra Pavelić, på et møde i Lika, talte Mile Budak om hvad han vil gøre med den serbiske befolkning i NDH – "… en del af serberne skal jages bort, en anden del skal tvinges til at tage den katolske tro, dvs. de skal gøres til kroatere, og den tredje del skal destrueres fysisk".

Den serbiske befolkning på NDH-området blev sat udenfor loven og fra den første dag var den mål for Ustaša regimen. Det var tilladt at gøre alt mod serberne, de kunne forfølges straffrit på hele NDH området, mishandles, tortureres, anholdes og dræbes. 

Den 30. april 1941 blev (blandt andet) loven om race-tilhørsforhold samt loven om beskyttelse af det ariske blod og det kroatiske folk vedtaget:

"Arisk efterkommer er en person som stammer fra Europa eller fra europæiske efterkommere udenfor Europa".

"Ægteskab mellem jøder og andre som ikke er af arisk herkomst, er forbudt".

"Ægteskab mellem en med arisk herkomst og en af jødisk herkomst eller anden race, er forbudt".

"Jøder eller andre som ikke er af arisk herkomst må ikke ansætte kvinder af arisk herkomst under en alder af 45 år i deres husholdning".

"Det er forbudt for alle som ikke er kroatiske statsborgere at hejse eller flage med den kroatiske stats flag og bære kroatiske farver eller emblemer".

"Det er forbudt på NDH-territoriet at benytte kyrilliske bogstaver". (Denne lov blev igen vedtaget igen i året 2003, i dagens Kroatien. Alle breve adresseret med kyrilliske bogstaver som ankommer til Kroatien må ikke bæres ud til modtageren, men skal returneres).

KZ-lejrene i Kroatien optager en vigtig plads i måden hvorpå man udførte etnisk udrensning i staten. I de første dage de kom til magten, overtog Ustaša-regimet allerede eksisterende politifangelejre i Lepoglava, Kereštinec og i Krušćica. Pavelić havde med loven "til forsvar af folket og staten" fra den 17. april 1941 beordret dannelse af KZ-lejre. Disse lejre blev delt i "samlelejre" hvorfra fangerne sendtes videre til andre lejre og "arbejdslejre" hvor der blev udført tvangsarbejde. Denne fordeling var mere formel end ægte.
Der blev oprettet følgende KZ-lejre: Danica, Djakovo, Jadovno, Jasenovac I, Jasenovac II, Jasenovac III, Jasenovac IV, Kereštinec, Krušćica, Lepoglava, Lobor, Metajni, Pag, Sajmište, Stara Gradiška (her lå Jasenovac V), Tenje, Senska Crkva, Rab, Jastrebarsko.
KZ-lejren Lepoglava har fra starten af dannelsen af NDH været samlingssted for de anholdte antifascister fra Kroatien samt Bosnien og Hercegovina. Her blev fangerne behandlet med stor grusomhed. I juni 1943 partisanerne befriede fangerne, men lejren fald senere igen i de kroatiske hænder, og i april 1945 blev halsen skåret over på alle fanger i lejren.

KZ-lejren Jadovno var et område indhegnet under Velebit bjerget (ved byen Gospić) hvor der var bygget nogle barakker til anholdte. Allerede under de første dage af NDH eksistensen, blev de i koloner ført herfra i ukendt retning.

KZ-lejren Danica (ved byen Koprivnica) var en "arbejdslejr", hovedsageligt for serbere og 
jøder (til sidst i april 1941), derefter til antifascistiske kroatere og kunne tage 5000 fanger.

KZ-lejren Kereštinec (som var tidligere politi fangelejr) blev taget i brug den 18. maj 1941.

KZ-lejren Stara Gradiška (her lå Jasenovac V) blev grundlagt i midten af maj 1941 som "samlelejr", men par måneder derefter bliver den kald for "arbejdslejr". Overlevende fra lejren berettede at Ustaša skar halsen på børnene mens de voksne fanger var tvunget at se til.

KZ-lejren Pag (på øen Pag) blev grundlagt i midten af juni 1941 og den var for mænd, mens

KZ-lejren Metajni (på øen Pag) var til kvinder og børn.

KZ-lejren Krušćica (ved byen Travnik) er grundlagt i juni 1941 og her blev indsat serbere, jøder og antifascistiske kroatere, både mand og kvinder og uden hensyn til deres helbredsmæssige tilstand.

KZ-lejren Jasenovac blev grundlagt i august 1941 og var den grusomste Ustaša lejr fra dem alle, hvor fangerne blev dræbt daglig (alene i Jasenovac blev der likvideret ca. 500.000 (mens andre rapporter peger på op til 900.000) mennesker).

KZ-lejren Lobor (tæt ved byen Zlatar) blev grundlagt i starten af september 1941, hovedsageligt for kvinder og børn. Her blev placeret børn hvis forældre var dræbt, samt dem som var fanget under "rensning af områderne". På grund af de sundhedsmæssige forhold, dødeligheden blandt børnene var meget høj. Et år senere blev lejren lukket og fangerne blev flyttet til tvangsarbejde i Tyskland, og andre til KZ-lejren Auschwitz.

KZ-lejren Tenje (ved byen Osijek) blev grundlagt i juni 1942, og her blev indsat serbiske og jødiske fanger fra Slavonien og Srem.

Da sandheden om terroren udført af NDH-staten kom frem, chokeredes både den tyske og den italienske militærkommando som blev urolige, da flygtninge fra Kroatien strømmede til det tysk-besatte Serbien. Den tyske attache i Beograd, Herbert Trol Obergfel orienterede den tyske regering allerede den 10. juli 1941 om den spændte situation som er opstået i landet på grund af den kroatiske terror og han mente at "… der er nødvendigt at foretage sig noget". 
Den tyske general i Kroatien, Edmund Glais von Horstenau, havde i et brev fra den 23. september 1941 til kommandanten for Værnemagt Syd-Ost (Vermacht Süd-Ost), general Aleksander Leer, gjort ham opmærksom på det kroatiske terrorregime, hvor han blandt andet skrev: "Disse mennesker, som har set grusomheder og mistet alt, har intet mere at miste, og de slutter sig til kommunisterne i skovene og bjergene". Kort derefter foreslog begge den tyske øverstekommando at de skal standse enhver støtte til NDH-regeringen, og at Ante Pavelić skal fjernes fra magten, men protester fra Tyskland til Kroatien var nytteløse og ugerningerne fortsatte.

## Statens opløsning
Årene 1944-1945 befriedes Kroatien fra det fascistiske styre af Titos styrker og Kroatien blev en republik i den jugoslaviske føderation.
Grusomhederne begået af kroaterne blev aldrig glemt af den jugoslaviske befolkning og dette kom til udtryk i krigshandlingerne under Jugoslaviens opløsning i 1991 og 1992.